# Alain Bashung, faisons envie
Pour plus de détails, voir Fiche technique et Distribution.
Alain Bashung, Faisons Envie est un documentaire français réalisé par Thierry Villeneuve, diffusé en 2011.

## Synopsis
Deux ans après sa mort, des artistes de la scène française rendent hommage à Alain Bashung en enregistrant un album de reprises Tels Alain Bashung.
L'occasion pour le réalisateur Thierry Villeneuve de retracer le parcours de l'artiste et d'interroger ses paires sur les traces et influences laissées par Alain Bashung.

## Diffusion
Le film fut diffusé une première fois le 2 juin 2011 par la chaîne ARTE mais fit aussi l'objet d'une éditions DVD qui accompagnait l'album Tels Alain Bashung. 

## Titre
“Faisons envie / Jusqu’au dégoût / pas de pitié / pas de quartier / Faisons envie / Afin que rien ne meure / Pour que jamais tu ne m’oublies / Avant que l’on ne prenne peur.” 
C’est une chanson coécrite par Bashung et Miossec (pour L’Imprudence, sorti en 2002) qui donne son titre au film.

## Fiche technique
- Titre original : Alain Bashung, Faisons Envie
- Réalisation : Thierry Villeneuve
- Scénario : Thierry Villeneuve, Pascal Cuissot
- Écriture Voix Off : Marc Dufaud
- Voix Off : Richard Chevallier
- Photographie : Christophe Michelet
- Son : Marc Nouyrigat
- Montage : Claire Fieschi
- Mixage : Eric Lesachet
- Musique : Alain Bashung
- Production : Barclay et Arte France
- Société de production : Universal (France)
- Pays d'origine :  France
- Langue originale : français
- Format : couleur — format 16.9 — son Stéréo
- Genre : documentaire
- Durée : 52 minutes
- Dates de sortie : France, 2 juin 2011

## Distribution
- Daniel Bevilacqua, dit Christophe : lui-même
- Gaëtan Roussel (guitariste chanteur de Louise Attaque) : lui-même
- Matthieu Chedid : lui-même
- Vanessa Paradis : elle-même
- Keren Ann : elle-même
- BB Brunes : lui-même
- Christophe Miossec : lui-même
- Mathias Malzieu : lui-même
- Mustang : lui-même

## Accueil
- Focus Vif[3] : « Faisons Envie se promène quelque part entre le portrait et le making of. Entrecoupés par des extraits d'interviews du grand Alain, Mathias Malzieu, Matthieu Chedid, Keren Ann, Gaëtan Roussel, Vanessa Paradis, Miossec, et autre Christophe évoquent l'homme, sa vie, son oeuvre. On y parle de père inconnu, d'un fan inconditionnel de Johnny Cash, d'un type un temps rejeté par le milieu du rock alors impitoyable. Puis aussi du plus grand crooner du rock français. Un mec que les gens voulaient entendre chanter Gaby et ressemblait plus à Alan Vega et Jerry Lee Lewis qu'à une vedette du top 50. Ce documentaire bien foutu ne donne pas spécialement envie d'écouter le disque hommage mais en procure une irrépressible de retourner farfouiller dans les albums de Bashung »
- CNews[4] : « Des archives, extraits d’interviews, de films ou de concerts étoffent la promenade dans la foisonnante œuvre du chanteur disparu. Un éclairage intéressant sur l’influence qu’a eue Bashung sur ses pairs, jeunes et moins jeunes. »